# Anthicus versicolor
Anthicus versicolor là một loài bọ cánh cứng trong họ Anthicidae. Loài này được Kiesenwetter miêu tả khoa học năm 1865.